# De mujer a mujer (película de 2014)
De mujer a mujer es una película mexicana de 2014 escrita y dirigida por Luis B. Carranco y protagonizada por Susana Alexander, Rocío Verdejo, Juan Ríos Cantú, José Carlos Rodríguez y María Gonllegos. 

## Sinopsis
Ana es esposa de Enrique y aparentemente lo tiene todo pero no es feliz. Al darse cuenta de eso, decide dejarlo por no seguir aguantando sus vejaciones e infidelidades. Carmen, su madre, siempre se pone del lado de Enrique y parece que no hay forma de que comprenda a su hija. Con ayuda de su amiga Fernanda, busca la manera de salir adelante.

## Elenco
- Susana Alexander - Carmen
- Rocío Verdejo - Ana
- Juan Ríos Cantú - Enrique
- José Carlos Rodríguez - Benjamín
- María Gonllegos - Fernanda